# Volta a Estònia
La Volta a Estònia és una competició ciclista per etapes que es disputa anualment a Estònia. Creada el 2013, forma part del calendari de l'UCI Europa Tour amb una categoria de 2.1.

## Palmarès
| Any  | Vencedor             | Segon              | Tercer                 |         |
| ---- | -------------------- | ------------------ | ---------------------- | ------- |
| 2013 | Gert Jõeäär          | Fredrik Ludvigsson | Stefan Schumacher      |         |
| 2014 | Eduard-Michael Grosu | Adrian Kurek       | Emīls Liepiņš          |         |
| 2015 | Martin Laas          | Ioannis Tamuridis  | Gustav Höög            |         |
| 2016 | Grzegorz Stępniak    | Roman Maikin       | Mihkel Räim            |         |
| 2017 | Karl Patrick Lauk    | Deins Kaņepējs     | Paweł Franczak         |         |
| 2018 | Grzegorz Stępniak    | Andreas Stokbro    | Siarhei Papok          |         |
| 2019 | Mihkel Räim          | Matthias Brändle   | Rudy Barbier           |         |
| 2020 | suspesa              | suspesa            | suspesa                | suspesa |
| 2021 | Karl Patrick Lauk    | Martin Laas        | Polikhronis Tzortzakis |         |
| 2022 | Evaldas Šiškevičius  | Norman Vahtra      | Kaden Groves           |         |
| 2023 | Rasmus Bøgh Wallin   | Matias Malmberg    | Norman Vahtra          |         |
| 2024 | Siim Kiskonen        | Karl Patrick Lauk  | Rait Ärm               |         |
| 2025 |                      |                    |                        |         |